# Дерен паростковий
Дере́н паростковий (Cornus sericea) — вид квіткових рослин із родини деренових (Cornaceae). Поширений у США, Канаді, Сен-П'єр і Мікелон. Це кущ до 4 метрів заввишки; листки волосисті; пелюстки від білих до кремових; кістянки білі. Використовується як ліки, джерело матеріалів, декоративна рослина.

## Морфологічна характеристика
Це кущ до 4 метрів заввишки; кореневища відсутні. Стебла скупчені, гілки іноді дугоподібно згинаються до землі та вкорінюються у вузлах; кора від жовтого до червоного, не пробкова, нещільно бородавчаста. Гілочки яскраво-червоні, червонувато-коричневі, темно-бордові чи зелені, іноді зелені взимку і темно-бордові влітку, притиснуто-волосисті в молодості. Листкова ніжка 5–38 мм; листкова пластинка ланцетна, еліптична чи яйцеподібна, 3.5–20 × 1.5–12 см, верхівка від гострої до загостреної, абаксіальна поверхня біла, волоски притиснуті, крім пазух вторинних вен, пучки прямовисних волосків присутні в пазухах вторинних вен, адаксіальна поверхня зелена, волоски притиснуті, рідкісні. Суцвіття 3–6 см у діаметрі. Квітки: гіпантій густо притиснуто-запушений; чашолистки 0.2–0.6 мм; пелюстки від білих до кремових, 2.5–4 мм. Кістянки білі, кулясті чи майже так, 6–10 мм; кісточка майже куляста, стиснута з боків, 4–6 × 4–6 × 1.5–3 мм, борозниста з боків, верхівка закруглена. 2n = 22.

## Середовище проживання
Сен-П'єр і Мікелон, Канада, США; інтродукований до Європи. Населяє вологі луки, чагарники, узлісся середньо-вологих лісів, болота, береги струмків, озер, річок; на висотах 0–2500 метрів.

## Використання
Рослину збирають із дикої природи для місцевого використання як їжа, ліки, джерело матеріалів, іноді вирощують як декоративну рослину.

## Галерея

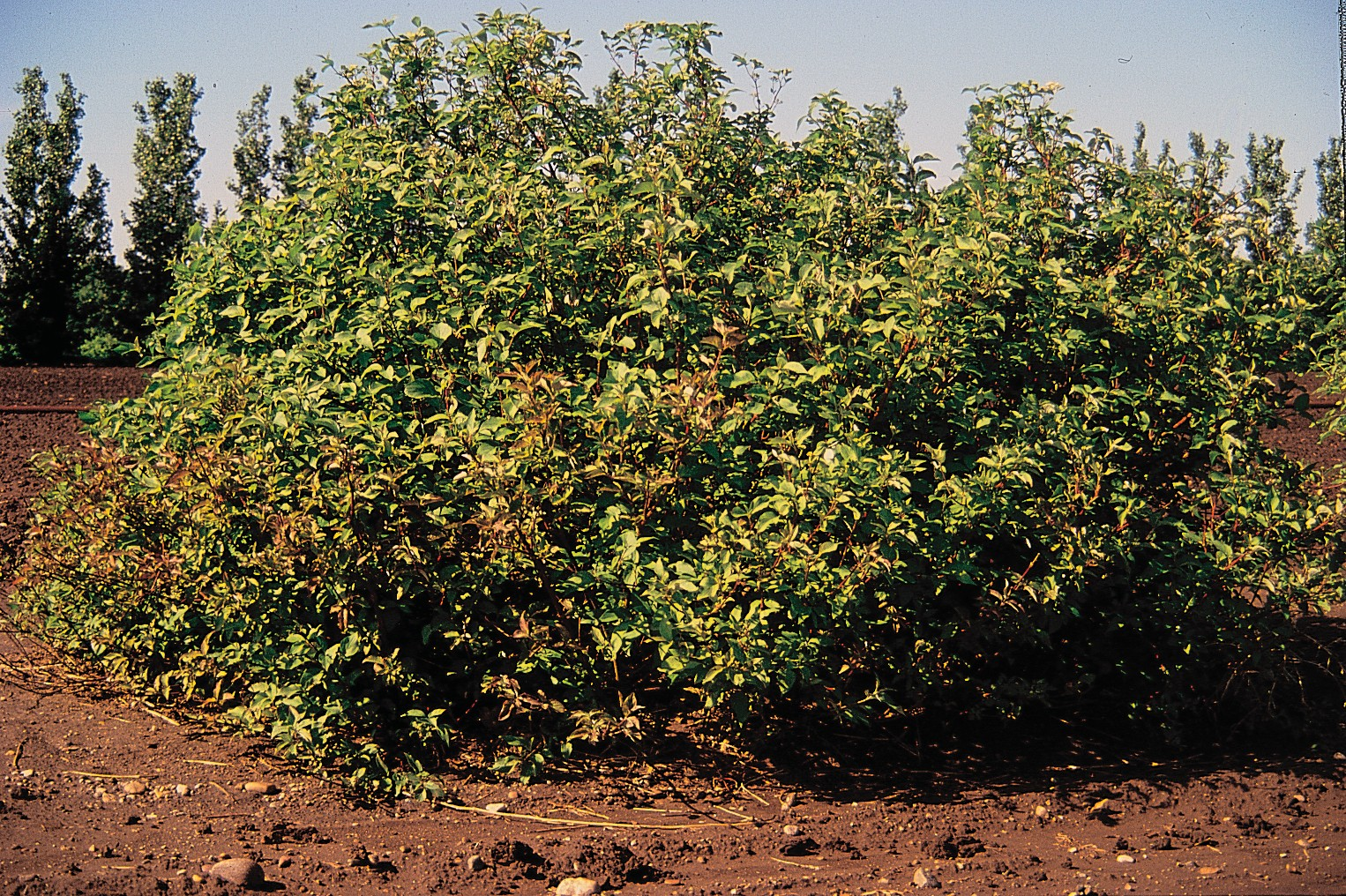
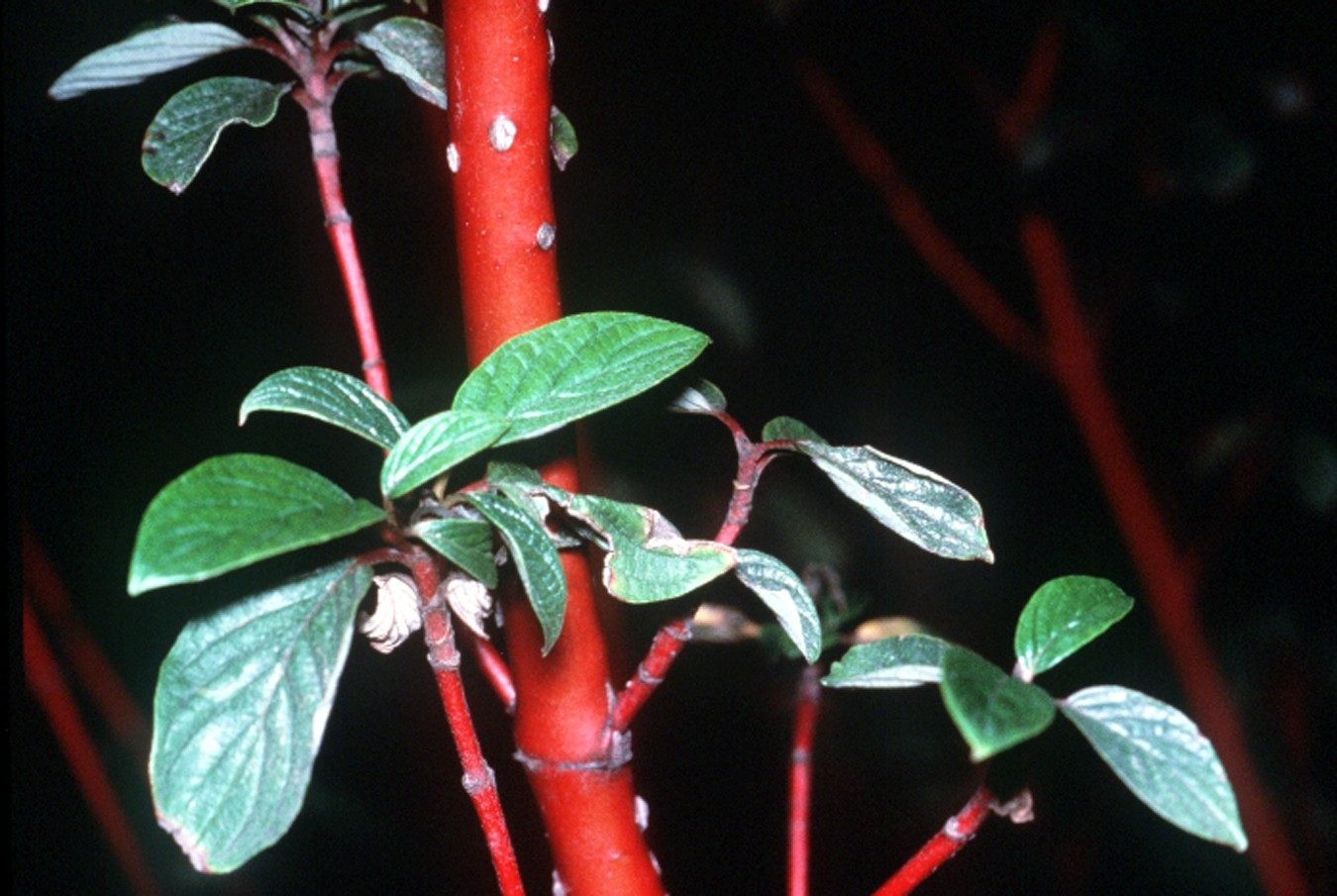
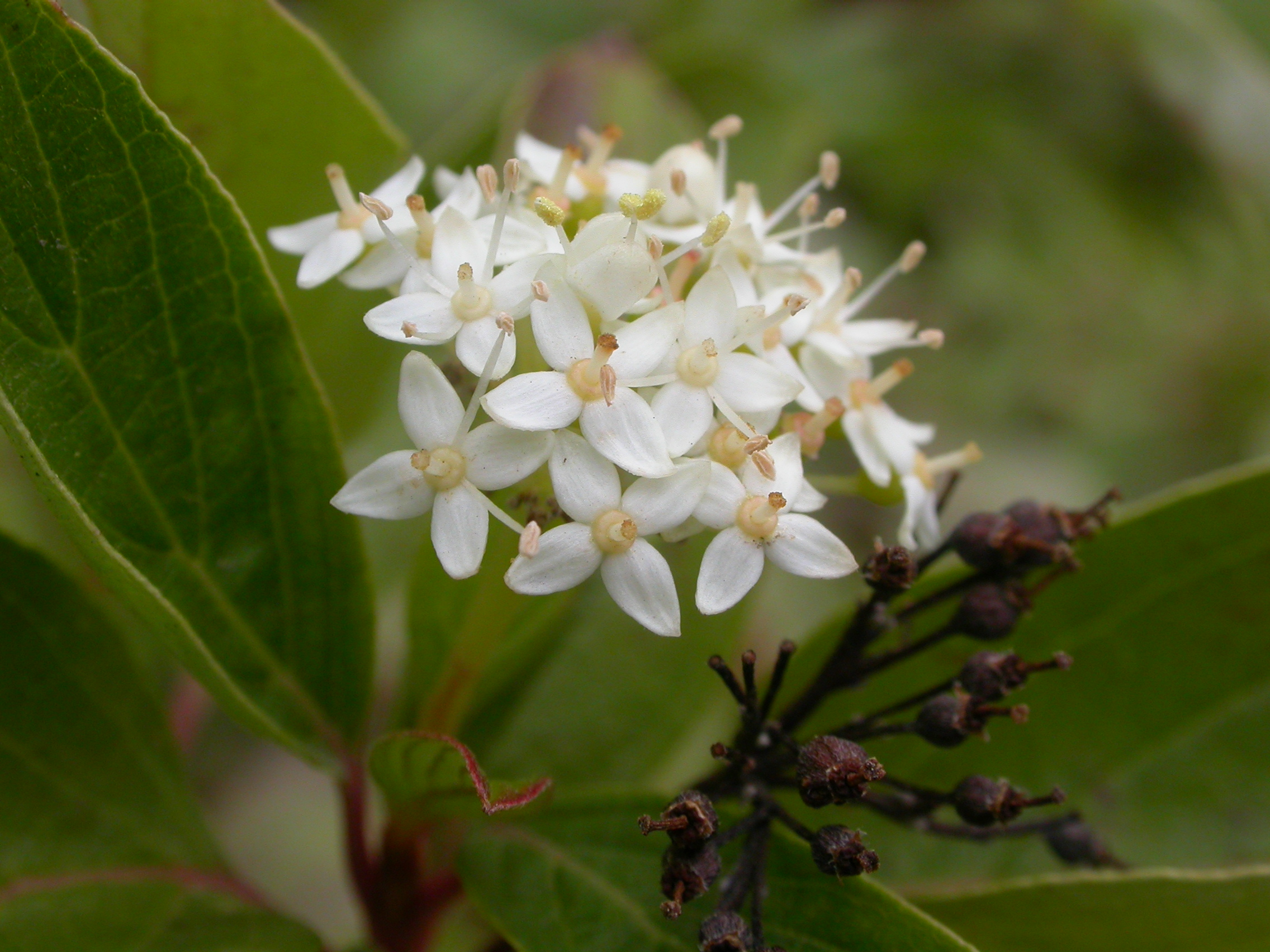
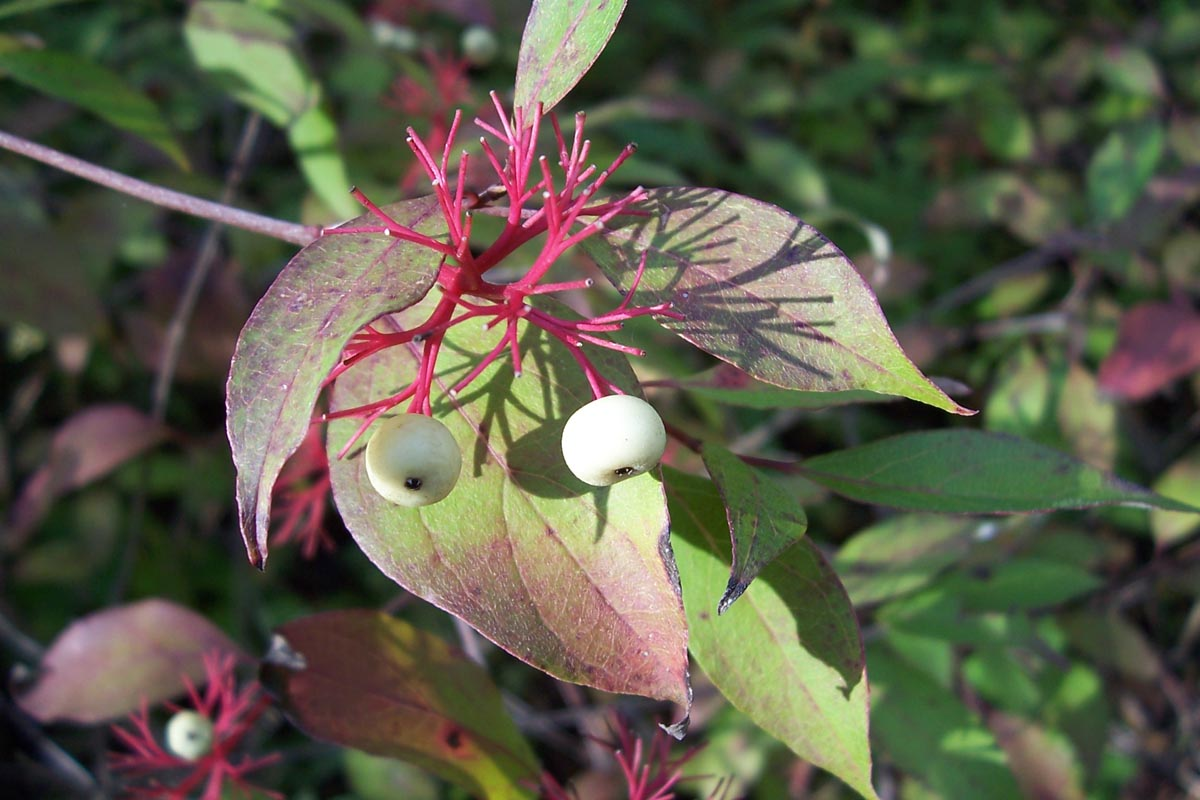
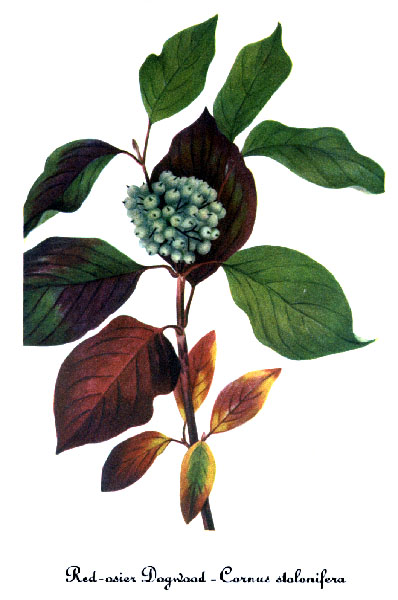